# 영림원소프트랩
영림원소프트랩(YoungLimWon SoftLab Co. Ltd.)는 대한민국의 ERP 기업이다. 본사는 서울특별시 강서구 양천로 583 우림블루나인 A-23F 에 위치해 있으며 대표이사는 영범권이다.

## 상장
2020년 8월 12일에 주관사를 미래에셋대우로 공모가 11,500원에 코스닥 시장에 상장하였다.

## 참고문헌
1. ↑  "AI 앱 개발로 사내 문화 개선"...영림원소프트랩, ERP에 AI 본격 적용, AI타임즈, 2023.09.19
2. ↑  영림원소프트랩, 2022년 매출 ‘575억원’ 달성… 지난해 대비 ‘20.5%’ 성장, 인더스트리뉴스, 2023.02.10
3. ↑  해외 보폭 넓히는 영림원소프트랩 "2030년 연매출 1억 달러, 아주뉴스, 2023-11-12